# 주간고속도로 제74호선
주간고속도로 제74호선(영어: Interstate 74, I-74)은 미국 중부 아이오와주 대븐포트(Davenport)와 노스캐롤라이나주 럼버튼(Lumberton)을 연결하는 총 연장 690.10km의 고속도로이다. 이 중 오하이오주 신시내티 동부와 웨스트버지니아주, 버지니아주와 노스캐롤라이나주의 대부분, 사우스캐롤라이나주의 부분은 미완성인 상태이다. 또한 74호선은 노스캐롤라이나주에서 미국 국도 제74호선과 겹치면서 미국에서 주간고속도로 번호과 국도의 번호가 똑같은 유일한 도로이다.